# هوموک‌کوماروم
هوموک‌کوماروم (به مجاری:  Homokkomárom) یک منطقهٔ مسکونی در مجارستان است که در زالا واقع شده‌است.